# シャルルマーニュの護符

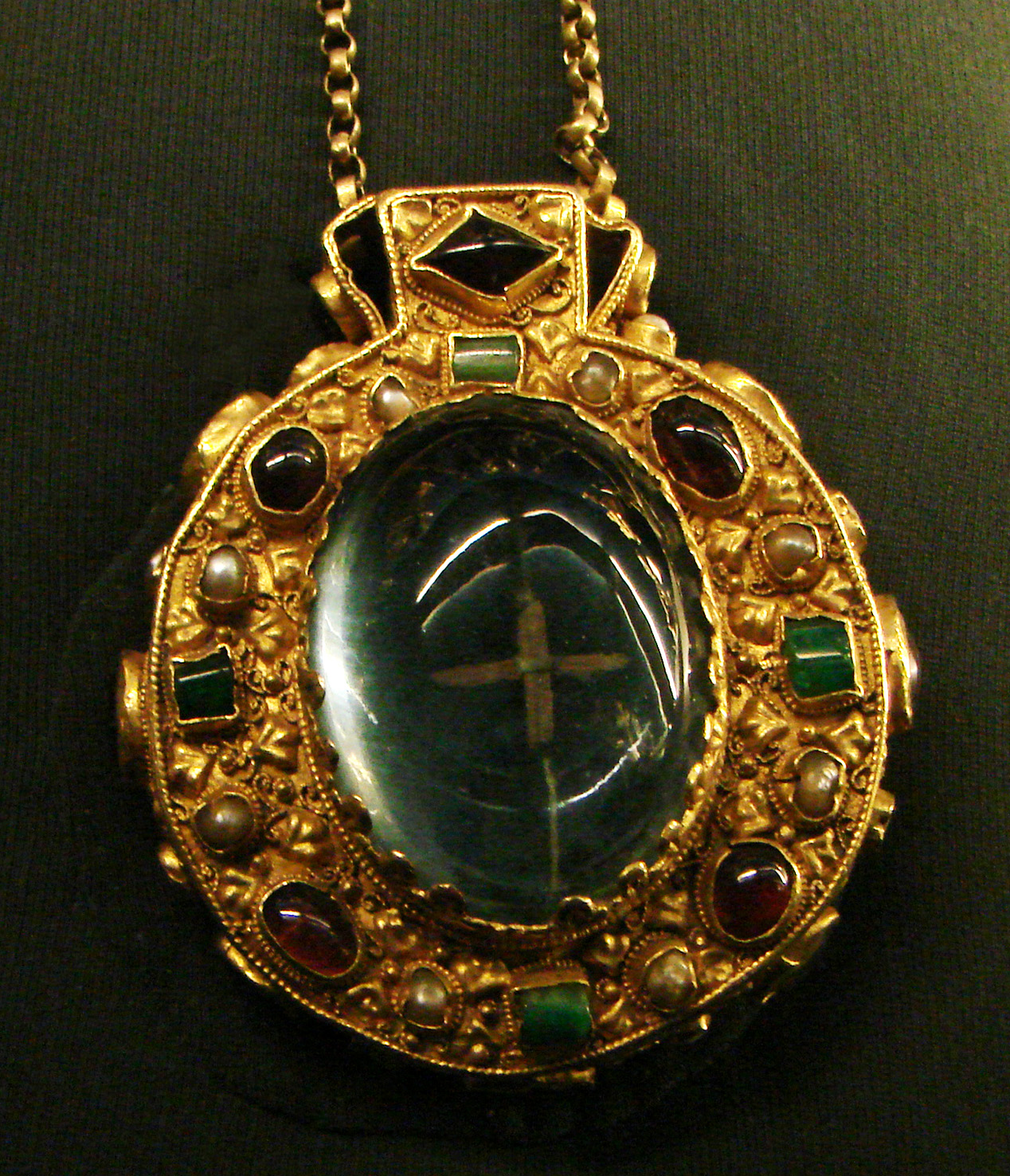
シャルルマーニュの護符

シャルルマーニュの護符（シャルルマーニュのごふ、英: Talisman of Charlemagne）は、エメラルド、ガーネット、真珠等で飾られた金の枠に、サファイアが埋め込まれたペンダント状の護符。中央に埋め込まれたサファイアは、一説に“皇帝の石”、“持つ者を皇帝にする石”と呼ばれ、カボション・カットの大きな物が背中合わせに2つはめ込まれている。その2つの石の間には、ゴルゴタの丘でキリストが磔にされた十字架の木片と聖処女の髪があると言われている。
別名・「カール大帝の護符」。

## 歴史
アッバース朝のカリフ、ハールーン・アッ＝ラシードがフランク王国のシャルルマーニュに贈ったのが始り。ハールーン・アッ＝ラシードは他にも水時計、白象のアブル＝アッバース)、中国の絹等を贈っている（798年）。
ドイツのアーヘン大聖堂にシャルルマーニュとともに埋葬されたが、1000年にオットー3世が霊安所を開帳した際、遺体がほとんど腐敗していなかったのは、このタリスマンが起こした奇跡だと言われている。その後アーヘン大聖堂の宝物庫に保管されていたが、ナポレオン1世が渡すように命じたため、大聖堂を離れる事になった。
この護符はナポレオン1世の妻ジョゼフィーヌに贈られ、その娘オルタンス・ド・ボアルネに受け継がれ、その息子ナポレオン3世に渡った。
その後、ナポレオン3世から皇后ウジェニーに贈られたが、ウジェニーは第一次世界大戦中に砲撃されたランス市の大聖堂の修復を援助するため、このタリスマンを市に寄贈した。